# Vivacom
Vivacom (in bulgaro: Виваком) è il marchio di "Bulgarian Telecommunications Company EAD" ("BTC"), la più grande azienda di telecomunicazioni in Bulgaria e un ex operatore storico di proprietà statale.
Vivacom fornisce servizi mobili, voce fissa, banda larga fissa e pay-TV (sia DTH che IPTV) su scala nazionale a clienti residenziali e aziendali. I servizi di rete fissa sono forniti attraverso un footprint di rete in rame e fibra, mentre i servizi mobili sono basati su tecnologie GSM/GPRS/EDGE e UMTS/HSPA+/LTE.

## Storia
BTC ha le sue radici come l'operatore storico di telefonia fissa che organizza i servizi di comunicazione in Bulgaria. La società ha attraversato varie fasi operative: dal lungo periodo di azienda statale alla procedura di privatizzazione nel 2004, quando il governo bulgaro ha venduto il 65% del capitale.
Nel maggio 2005 è stata concessa alla BTC una licenza per lo sviluppo di sistemi di telecomunicazione mobile di terza generazione secondo lo standard UMTS. Nel novembre 2005 la Società ha lanciato i suoi servizi mobili con il marchio “Vivatel”. "Vivatel" è diventato l'operatore di telefonia mobile in più rapida crescita della Bulgaria dopo il suo lancio.
Nel gennaio 2009, BTC ha annunciato la fusione con la sua controllata BTC Mobile ("Vivatel").
Nel settembre 2009, BTC e Vivatel si sono uniti in un nuovo marchio: Vivacom. Al giorno d'oggi, Vivacom è l'operatore che offre la più ampia gamma di soluzioni di telecomunicazione sul mercato bulgaro.
Alla fine del 2012, VTB Capital, il braccio di investimento della seconda banca russa, ha guidato un consorzio (Viva Telecom Bulgaria EAD) ad acquistare una partecipazione di controllo in BTC. Il consorzio comprendeva un partner locale, il sig. Tzvetan Vassilev. Nel novembre 2012, Viva Telecom Bulgaria EAD ha acquisito una partecipazione del 93,99% nella società di telecomunicazioni bulgara. La transazione è diventata un dato di fatto a seguito dell'approvazione di un programma completo per la vendita e la ristrutturazione dell'azienda. L'accordo ha ricevuto l'approvazione della Commissione europea e di altre autorità di regolamentazione.
Nel 2015, l'investitore belga Pierre Louvrier ha effettuato l'acquisizione del gruppo Vivacom tramite la sua holding lussemburghese LIC33 per quasi 900 milioni di euro. L'acquisizione è stata definitivamente annullata dall'investitore belga nel luglio 2015 a seguito di numerose appropriazioni indebite da lui scoperte, durante l'acquisizione del gruppo bulgaro.
Il 7 novembre 2019 è stato annunciato che United Group, società leader nel settore delle telecomunicazioni e dei media operanti nell'Europa sudorientale, ha accettato di acquisire Viva Telecom Bulgaria. L'operazione è stata finalizzata il 31 luglio 2020 mentre le azioni di Viva Telecom Bulgaria sono state acquisite da United Group Bulgaria EOOD.